# Mellersta Finland
Mellersta Finland (finska Keski-Suomi) är ett landskap i Finland. Landskapet består av 22 kommuner med sammanlagt cirka 272 000 invånare . Ungefär 400 är svenskspråkiga och cirka 4 700 talar ett annat språk. Antalet utländska medborgare är cirka 3 700 (2007-12-31) . Landskapet har en areal på cirka 19 950 km², varav landarealen utgör cirka 16 700 km² .  Centralorten i Mellersta Finland är staden Jyväskylä.

## Gränsändringar
1 januari 2001 tillfördes området för upplösta Kuorevesi kommun från Birkalands landskap då kommunen inkorporerats i Jämsä stad.

## Kommuner
Landskapet består av 22 kommuner. Städerna är markerade med fet stil.
- Hankasalmi
- Joutsa
- Jyväskylä
- Jämsä
- Kannonkoski
- Karstula
- Keuru
- Kinnula
- Kivijärvi
- Konnevesi
- Kyyjärvi
- Laukas
- Luhanka
- Multia
- Muurame
- Petäjävesi
- Pihtipudas
- Saarijärvi
- Toivakka
- Uurainen
- Viitasaari
- Äänekoski

Tidigare har också Kuhmois hört till Mellersta Finland, men kommunen överfördes 2021 till Birkaland.

## Välfärdsområde
Hela landskapet tillhör Mellersta Finlands välfärdsområde som ansvarar för social- och hälsovård samt räddningstjänst.